# Arcadio López
Arcadio López (15 de setembro de 1910 - data de morte desconhecida) foi um futebolista argentino que competiu na Copa do Mundo FIFA de 1934, realizada na Itália.